# Ухерски Брод
Ухерски Брод (чеш. Uherský Brod) град је у Чешкој Републици, у оквиру историјске покрајине Моравске. Ухерски Брод је седми по величини град управне јединице Злински крај, у оквиру којег припада округу Ухерско Храдиште.
Ухерски Брод је родно место Јана Амоса Коменског, великог научника 17. века и утемељивача савременог начина образовања.

## Географија
Ухерски Брод се налази у крајње југоисточном делу Чешке републике, близу границе са Словачком (15 километара југоисточно). Град је удаљен од 300 км југоисточно од главног града Прага, а од првог већег града, Брна, 90 км источно.
Град Ухерски Брод је смештен на реци, притоци реке Мораве, у области источне Моравске (тзв. "Словачка Моравска"). Надморска висина града је око 180 м. Источно од града издижу се Бели Карпати.

## Историја
Подручје Ухерског Брода било је насељено још у доба праисторије. Насеље под данашњим називом први пут се у писаним документима спомиње у 10. веку, да би два века касније, било проглашено градом од стране Отакара II Пшемисла 1272. године. Вековима су главно становништво у граду били Чеси и Словаци. Из времена средњег века сачувано је доста грађевина.
Године 1919. Ухерски Брод је постао део новоосноване Чехословачке. У време комунизма град је нагло индустријализован. После осамостаљења Чешке дошло је до опадања активности тешке индустрије и до проблема са преструктурирањем привреде.

## Становништво
Ухерски Брод данас има око 18.000 становника и последњих година број становника у граду лагано опада. Поред Чеха у граду живе и Словаци и Роми. Један део месног становништва себе поима Моравцима.

## Галерија
- Главна католичка црква
- Градска кућа у Ухерском Броду
- Стара палата „Господски дом“
- Поглед на стари део Ухерског Брода

## Партнерски градови
- Naarden
- Ново Место на Ваху